# Vitis sinocinerea
Vitis sinocinerea — вид рослин з роду Виноград (Vitis). Ендемік для Тайваню та Китаю (провінції: Фуцзянь, Хубей, Хунань, Цзянсу, Цзянсі, Юньнань, Чжецзян). Зростає у лісах, чагарниках й на схилах пагорбів, на висоті від 200 до 2800 метрів над рівнем моря.

## Опис
Гілки круглі, з поздовжніми гребенями, рідко опушені павутиноподібним наростом. Вусики нерозгалужені або роздвоєні. Листя просте, 3-лопатеве або непомітно розділене. Прилистки коричневі, яйцеподібно-ланцетні, приблизно 2 мм завдовжки та 1 мм завширшки, плівчасті, майже голі. Черешок 1—3 см, густо опушений. Листкова пластинка овальна, від 3 до 8 см завдовжки та від 3 до 6 см завширшки, знизу з густим коричневим та павутиноподібним наростом. Квітконіжка майже гола, від 1,5 до 2 мм. Бруньки оберненояйцеподібно-еліптичні, верхівка закруглена, розміром від 1,5 до 2 мм. Цвіте з травня по червень. Плодоносить з липня по жовтень.